# HMH-366
366ème Escadron d'hélicoptères lourds (USMC)
Le Marine Heavy Helicopter Squadron 366 (ou HMH-366) est un escadron d'hélicoptère de transport  du Corps des Marines des États-Unis composé d'hélicoptères CH-53E Super Stallion. L'escadron, connu sous le nom de "Hammerheads" est basé à la Marine Corps Air Station New River, en Caroline du Nord depuis sa réactivation en 2016. Il est sous le commandement du Marine Aircraft Group 29 (MAG-29) et de la 2nd Marine Aircraft Wing (2nd MAW). 
Le code de queue de l'escadron est "HH". Lors de leur activation le 30 septembre 2008, l'escadron se composait de 130 Marines et de 8 hélicoptères et qui est passé à plus de 300 Marines et 16 hélicoptères en 2009.

## Mission
Assurer le transport de soutien d'assaut des troupes de combat, des fournitures et de l'équipement lors d'opérations expéditionnaires, interarmées ou combinées à l'appui des opérations de la Force tactique terrestre et aérienne des Marines.

## Historique

### Origine

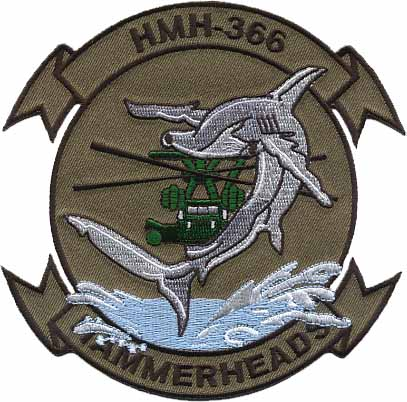
Insigne du HMH-366 en 1994

Le Marine Heavy Helicopter Squadron-366 (HMH-366) a été initialement activé le 30 septembre 1994 au Marine Corps Air Station Kaneohe Bay, à Hawaï, dans le cadre de l'Aviation Support Element Kaneohe (ASEK) où il était le seul escadron d'hélicoptères lourds en service actif dans le Corps des Marines. L'indicatif d'appel de l'escadron, "Hammerhead", a été inspiré par le fait que la baie de Kaneohe abrite la plus grande population de requins-marteaux au monde, et l'écusson original de l'unité comportait un requin-marteau sautant par-dessus un CH-53D en vol.

### Service

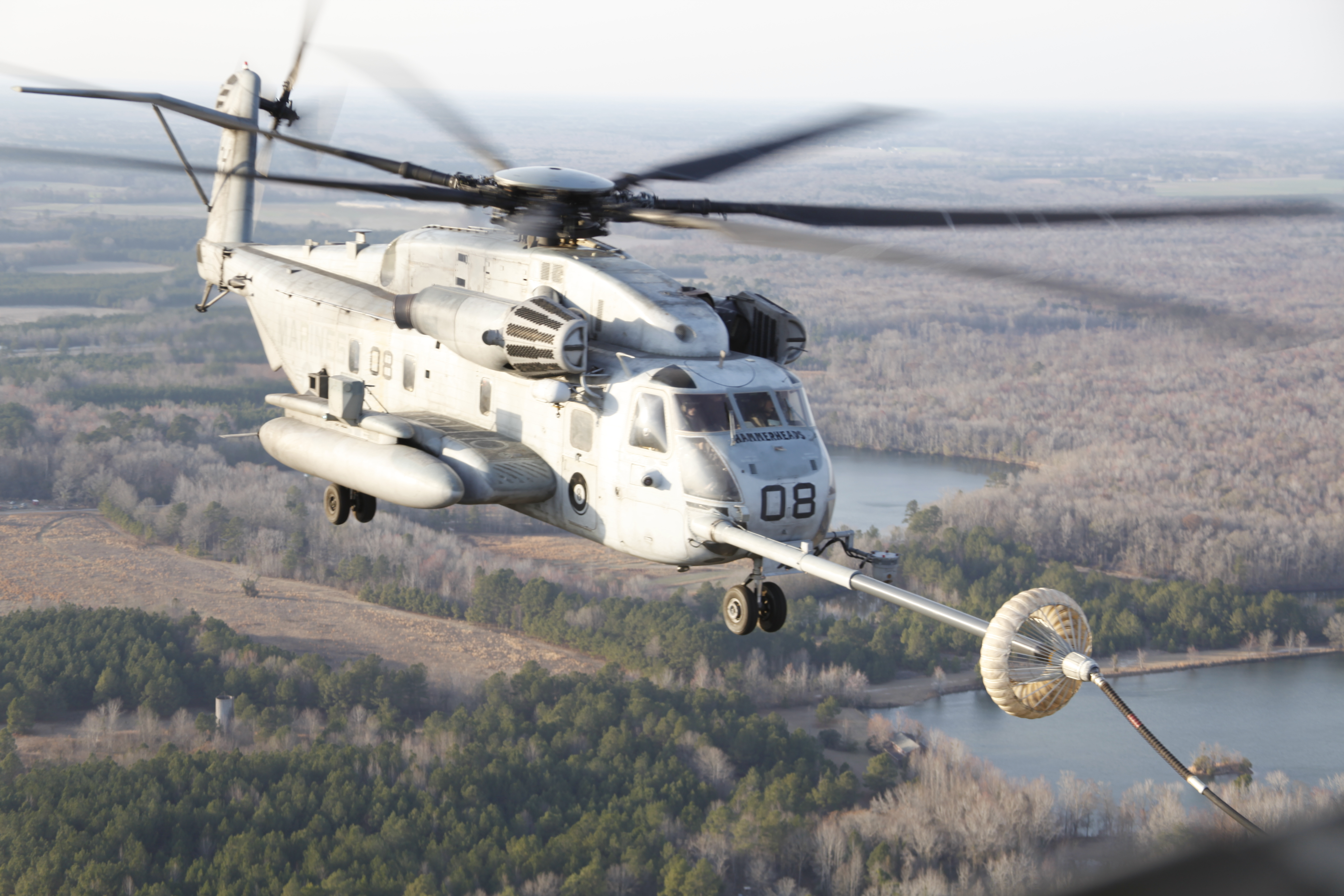
Super Stallion du HMH-366 se ravitaillant en vol (2013)

Pendant qu'il était actif à Hawaï, l'escadron s'est déployé dans le Pacific Missile Range Facility (PMRF), Barking Sands sur Kauai, la Pohakuloa Training Aera sur la grande île, et a terminé avec succès un déploiement sur le continent à l'appui d'exercices interarmes (CAX), et Cours d'instructeurs d'armes et de tactiques (WTI). L'escadron a également soutenu un déploiement de quatre avions à Dhaka, au Bangladesh, pour le soutien présidentiel de la visite du président Bill Clinton dans le pays. 

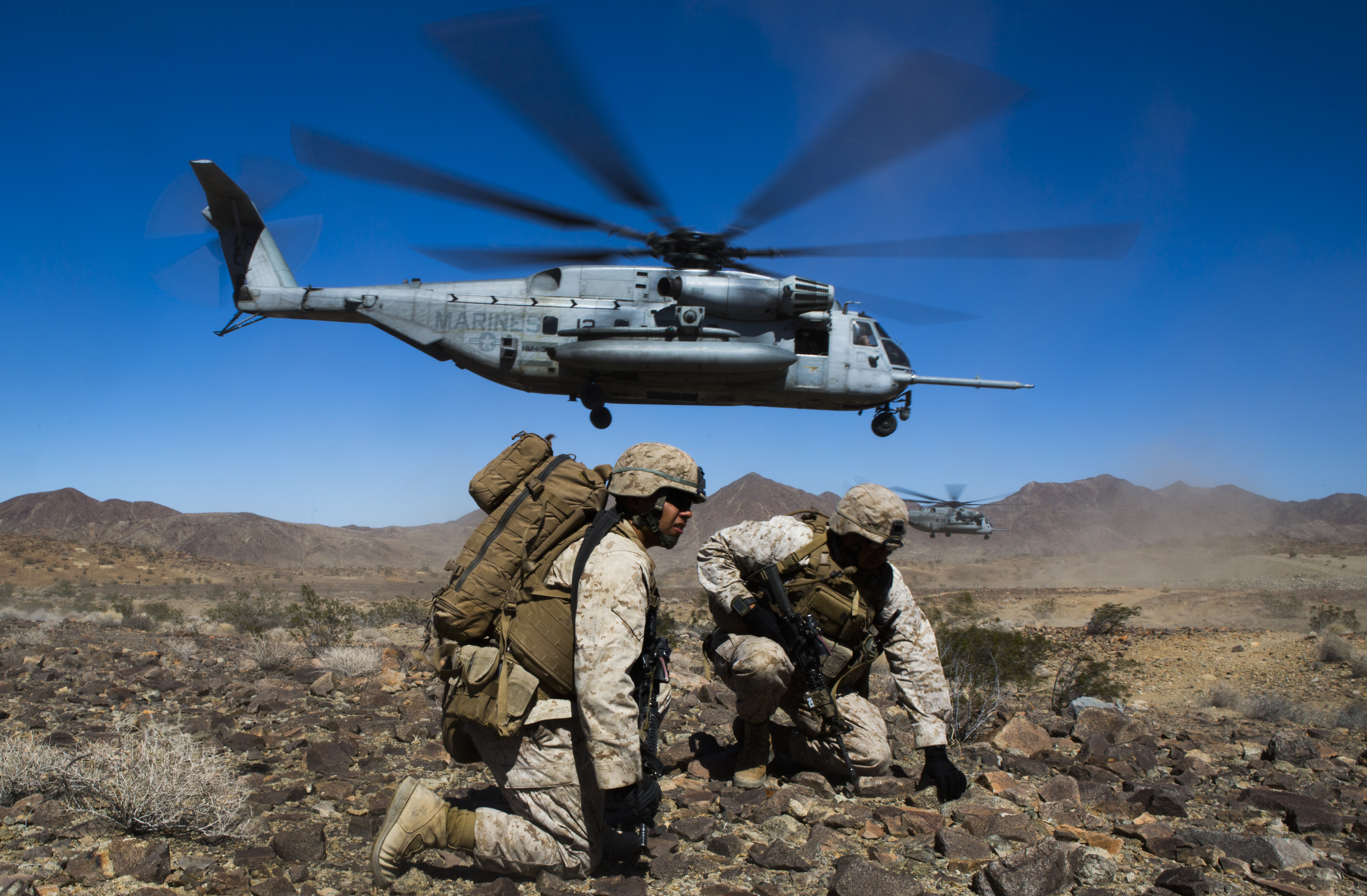
Super Stallion du HMH-366 en appui (2015)

Le 1er octobre 2000, avec un nombre limité de CH-53D disponibles dans le Corps des Marines, et aucun CH-53D supplémentaire n'étant produit, l'escadron a été désactivé dans le cadre d'un plan de réalignement visant à redistribuer le personnel et les avions des unités aux trois escadrons CH-53D restants à Hawaï (HMH-362, HMH-363, HMH-463).
L'escadron a été réactivé le 30 septembre 2008 dans le cadre de l'expansion du Marine Corps. Depuis lors, l'escadron a participé à la dernière rotation HMH à l'appui de l' Opération Enduring Freedom en 2014 et à l' Exercice Trident Juncture qui a eu lieu en Norvège en 2018.

## Récompenses
Meritorious Unit Commendation